# Pelecopsis litoralis
Pelecopsis litoralis är en spindelart som beskrevs av Jörg Wunderlich 1987. Pelecopsis litoralis ingår i släktet Pelecopsis och familjen täckvävarspindlar.
Artens utbredningsområde är Kanarieöarna. Inga underarter finns listade i Catalogue of Life.